# Okręg wyborczy Down
Okręg wyborczy Down powstał w 1801 r. i wysyłał do brytyjskiej Izby Gmin dwóch deputowanych. Okręg obejmował irlandzkie hrabstwo Down, bez miast Downpatrick i Newry. Okręg zlikwidowano w 1885 r., ale przywrócono go ponownie w 1922 r. Przywrócony okręg obejmował cały obszar hrabstwa bez miasta Belfast. Ostatecznie zlikwidowano go w 1950 r.

## Deputowani do brytyjskiej Izby Gmin z okręgu Down

### Deputowani w latach 1801–1885
- 1801–1805: Robert Stewart, wicehrabia Castlereagh, torysi
- 1801–1812: Francis Savage
- 1805–1817: John Meade
- 1812–1812: Robert Ward
- 1812–1821: Robert Stewart, wicehrabia Castlereagh, torysi
- 1817–1836: lord Arthur Hill
- 1821–1826: Matthew Forde
- 1826–1852: Frederick Stewart, wicehrabia Castlereagh
- 1836–1845: Arthur Hill, hrabia Hillsborough
- 1845–1880: lord Arthur Hill-Trevor, Partia Konserwatywna
- 1852–1857: David Steward Ker
- 1857–1874: William Brownlow Forde
- 1874–1878: James Sharman Crawford
- 1878–1884: Charles Vane-Tempest-Stewart, wicehrabia Castlereagh, Partia Konserwatywna
- 1880–1885: lord Arthur Hill
- 1884–1885: Richard William Blackwood Ker

### Deputowani w latach 1922–1950
- 1922–1939: David Reid, Ulsterska Partia Unionistyczna
- 1922–1931: John Simms, Ulsterska Partia Unionistyczna
- 1931–1945: Robin Vane-Tempest-Stewart, wicehrabia Castereagh, Ulsterska Partia Unionistyczna
- 1939–1950: James Little, niezależni unioniści
- 1945–1950: Walter Dorling Smiles, Ulsterska Partia Unionistyczna